# De Zwarte Hengst
De Zwarte Hengst (oorspronkelijke titel: The Black Stallion) is een kinderboek van de Amerikaanse schrijver Walter Farley uit 1941. Het boek was een bestseller en de eerste in een lange serie romans van Farley over de hengst Black en zijn veulens. De laatste in de serie, The Young Black Stallion (1989), werd geschreven door Farley samen met zijn zoon Steven.
De film The Black Stallion (1979) was gebaseerd op het boek. Deze film, met in de hoofdrollen onder meer Mickey Rooney, werd genomineerd voor twee Oscars.

## Verhaal
De jongen Alec Ramsey en de hengst Black stranden samen op een onbewoond eiland. Ze leren elkaar vertrouwen en sluiten vriendschap. Nadat ze van het eiland gered worden ontmoet Alec een gepensioneerde paardentrainer, Henry Daily, die Black begint te trainen. Ze geven Black op voor een paardenrace. Hierin moet hij het opnemen tegen twee meermalige kampioenen, Cyclone en Sun Raider.

## Boeken
1. The Black Stallion (1941)
2. The Black Stallion Returns (1945)
3. Son of the Black Stallion (1947)
4. The Island Stallion (1948)
5. The Black Stallion and Satan (1949)
6. The Black Stallion's Blood Bay Colt (1951)
7. Island Stallion's Fury (1951)
8. Black Stallion's Filly (1952)
9. Black Stallion Revolts (1953)
10. Black Stallion's Sulky Colt (1954)
11. The Island Stallion Races (1955)
12. Black Stallion's Courage (1956)
13. The Black Stallion Mystery (1957)
14. The Horse Tamer (1958)
15. The Black Stallion and Flame (1960)
16. The Black Stallion Challenged (1964)
17. The Black Stallion's Ghost (1969)
18. The Black Stallion and the Girl (1971)
19. The Black Stallion Legend (1983)
20. The Young Black Stallion (1989)

Nederlandse uitgaven:
1. De Zwarte Hengst
2. De Zwarte Hengst keert terug
3. De zoon van de Zwarte Hengst
4. De Zwarte Hengst en Satan
5. Het veulen van de Zwarte Hengst
6. De Zwarte Hengst in opstand
7. Een zoon van de Zwarte Hengst in de drafsport
8. De onoverwinnelijke Zwarte Hengst
9. Het mysterie van de Zwarte Hengst
10. De geest van de Zwarte Hengst
11. De Zwarte Hengst en het meisje
12. Bonfire, zoon van de Zwarte Hengst
13. De Zwarte Hengst en Flame
14. De Zwarte Hengst getergd!
15. De Rode Hengst
16. De wraak van de Rode Hengst
17. De Rode Hengst op de renbaan
18. De paardentemmer
19. De legende van de Zwarte Hengst
20. Het veulen van de Zwarte Hengst

## Films
- The Black Stallion (1979)
- The Black Stallion Returns (1983)
- The Young Black Stallion (2003), IMAX-film

## Televisieseries
- Adventures of the Black Stallion (1990-1993)